# باستا الحبوب
باستا فاجيولي أو باستا الحبوب (بالإيطالية: Pasta e fagioli)‏ هي بمعنى (باستا وفاصولياء) باللغة الإيطالية وهي صحن تقليديِ للفلاح الإيطاليِ بلا لحم ولكنه الآن يتردد على مادة قائمة الطعام في كافة أنحاء العالم. مثل العديد من الأشياء المفضّلة الإيطالية الأخرى بضمن ذلك بيتزا والبولينتا هذا الصحن بدأ كصحن فلاحي بسبب وجود الفاصولياء والباستا المتوفرة بسعر رخيص. اليوم يمكن إيجاد الطبق على نحو واسع، حتى في المطاعم التي لا تعرض المطبخ الإيطالي.

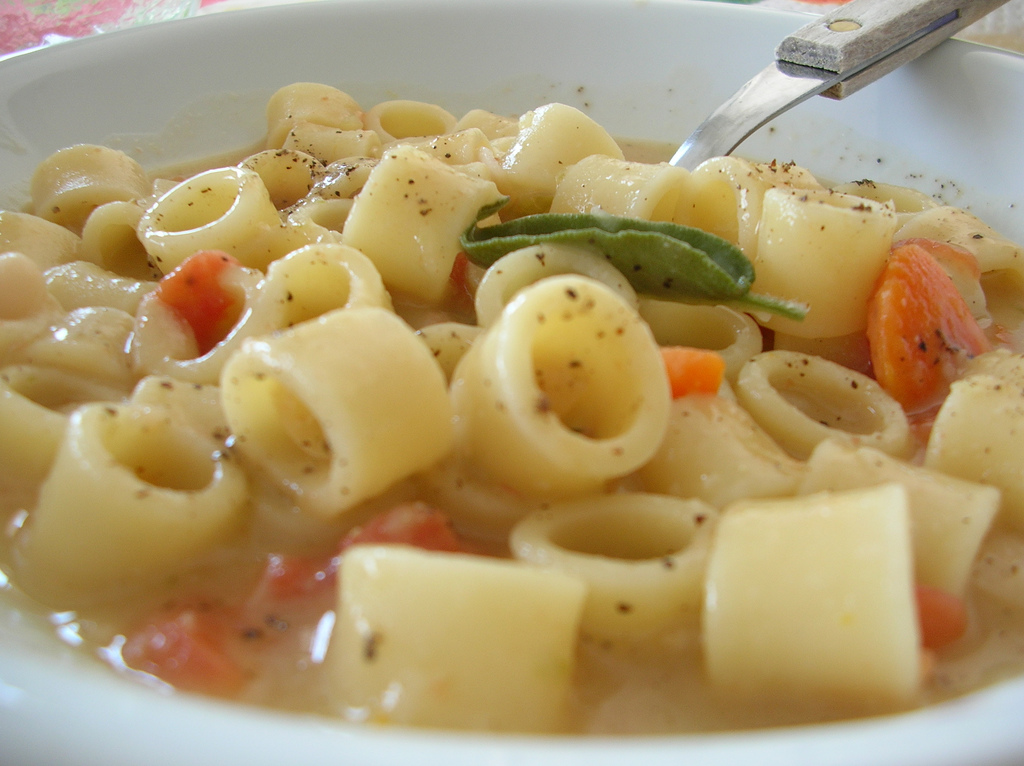
باستا الحبوب

## تحضيره
يتم تحضيره باستعمال الفاصولياء مع نوع الباستا الصغيرة مثل معكرونة المرفق. إنّ القاعدةَ عموماً زيت زيتون، ثوم، بصل مثروم، وتوابل، الطماطم المطبوخة أو معجون الطماطة، أَو تقليدياً، في وصفات البيت.
يمكن إضافة بعض أوراق الميرامية، وباستعمال معكرونة الديتالي.

## وصلات خارجية
- وصفة تحضير باستا الحبوب